# گاز اجاق
گاز اجاق (به ترکمنی: Gazojak، گاز اوْجاق) یک منطقه مسکونی در ترکمنستان است که در استان لب آب واقع شده است.